# Комита, Лиза
Лиза Шира Комита (англ. Liza Sheera Comita, род. Филадельфия) — американский эколог и профессор экологии тропических лесов Школы окружающей среды Йельского университета. Её исследования сосредоточены на экологии тропических видов деревьев и на том, как пространственные и временные изменения на ранних стадиях жизни влияют на численность и разнообразие видов в тропических лесах.

## Юные годы и образование
Комита родилась в Филадельфии, штат Пенсильвания. Она была студенткой бакалавриата в Пенсильванском университете, где специализировалась на биологии. Комита начала магистерскую программу по биологии сохранения природы. Она перешла в Университет Джорджии для проведения докторских исследований. Её исследование рассматривало распространённость древесных растений и их выживаемость в банке саженцев. Тропические леса, изучаемые Комитой, содержат одни из самых разнообразных растительных сообществ на Земле. Она объединила обследование саженцев на острове Барро-Колорадо, проведённое в масштабах всего сообщества, с уже имеющимися данными о деревьях, чтобы лучше понять численность и распространение видов. В 2006 году она присоединилась к Университету Миннесоты в качестве постдокторанта, где проработала год, прежде чем перейти в Колумбийский университет. В 2009 году она перешла в Национальный центр экологического анализа и синтеза.

## Исследования и карьера
В 2011 году Комита присоединилась к Университету штата Огайо в качестве доцента кафедры эволюции, экологии и биологии организмов. В 2014 году она была назначена доцентом кафедры экологии тропических лесов Йельского университета, а в 2021 году получила звание профессора. Её исследования рассматривают экологию растительного сообщества и механизмы, определяющие модели разнообразия. Она показала, что редкие виды растений чувствительны к соседям своего вида, в отличие от сеянцев обычных растений. Поскольку люди делят тропические леса на всё более мелкие фрагменты, они увеличивают долю лесов, страдающих от так называемых краевых эффектов. Комита показала, что эти районы страдают от ряда изменений окружающей среды, включая более высокие температуры и более низкую влажность, что в конечном итоге приводит к потере разнообразных взаимодействий.
В 2021 году Комита была назначена директором Центра естественного улавливания углерода Йельского университета.

### Академические посты
Комита работала постдокторантом-наставником для молодых исследователей, принимавших участие в программе «Женщины в науке» в Йельском университете. В 2021 году она вошла в группу женщин-исследователей, которые выступили с заявлением о культуре сексуальных домогательств в Смитсоновском институте тропических исследований.

## Награды и почести
- 2001 Стипендия Национального научного фонда для аспирантов[14]
- 2015 Избрана молодым членом Экологического общества Америки[15]
- 2016 Премия Йельского университета за постдокторское наставничество[16]
- 2017 Премия основателей Британского экологического общества[17][18]

## Избранные публикации
- Anderson M. J., Crist T. O., Chase J. M., Vellend M., Inouye B. D., Freestone A. L., Sanders N. J., Cornell H. V., Comita L. S., Davies K. F. et al. Navigating the multiple meanings of β diversity: a roadmap for the practicing ecologist (англ.) // Ecology Letters — Wiley-Blackwell, 2010. — Vol. 14, Iss. 1. — P. 19—28. — ISSN 1461-023X; 1461-0248 — doi:10.1111/J.1461-0248.2010.01552.X — PMID:21070562
- Engelbrecht B. M. J., Comita L. S., Condit R., Kursar T. A., Tyree M. T., Turner B. L., Hubbell S. P. Drought sensitivity shapes species distribution patterns in tropical forests (англ.) // Nature / M. Skipper — NPG, Springer Science+Business Media, 2007. — Vol. 447, Iss. 7140. — P. 80—82. — ISSN 1476-4687; 0028-0836 — doi:10.1038/NATURE05747 — PMID:17476266
- Nathan J.B. Kraft, Comita L. S., Chase J. M., Swenson N. G., Crist T. O., Stegen J. C., Vellend M., Boyle B., Anderson M. J., Cornell H. V. et al. Disentangling the drivers of β diversity along latitudinal and elevational gradients (англ.) // Science / H. Thorp — Northern America: AAAS, 2011. — Vol. 333, Iss. 6050. — P. 1755—1758. — ISSN 0036-8075; 1095-9203 — doi:10.1126/SCIENCE.1208584 — PMID:21940897
- Robert Muscarella; Maria Uriarte; Jimena Forero-Montan;, Liza S. Comita; Nathan G. Swenson; Jill Thompson; Christopher J. Nytch; Inge Jonckheere; Jess K. Zimmerman (2013). "Life-history trade-offs during the seed-to-seedling transition in a subtropical wet forest community". Journal of Ecology. 101: 171-182. doi: 10.1111/1365-2745.12027